# 春耕节

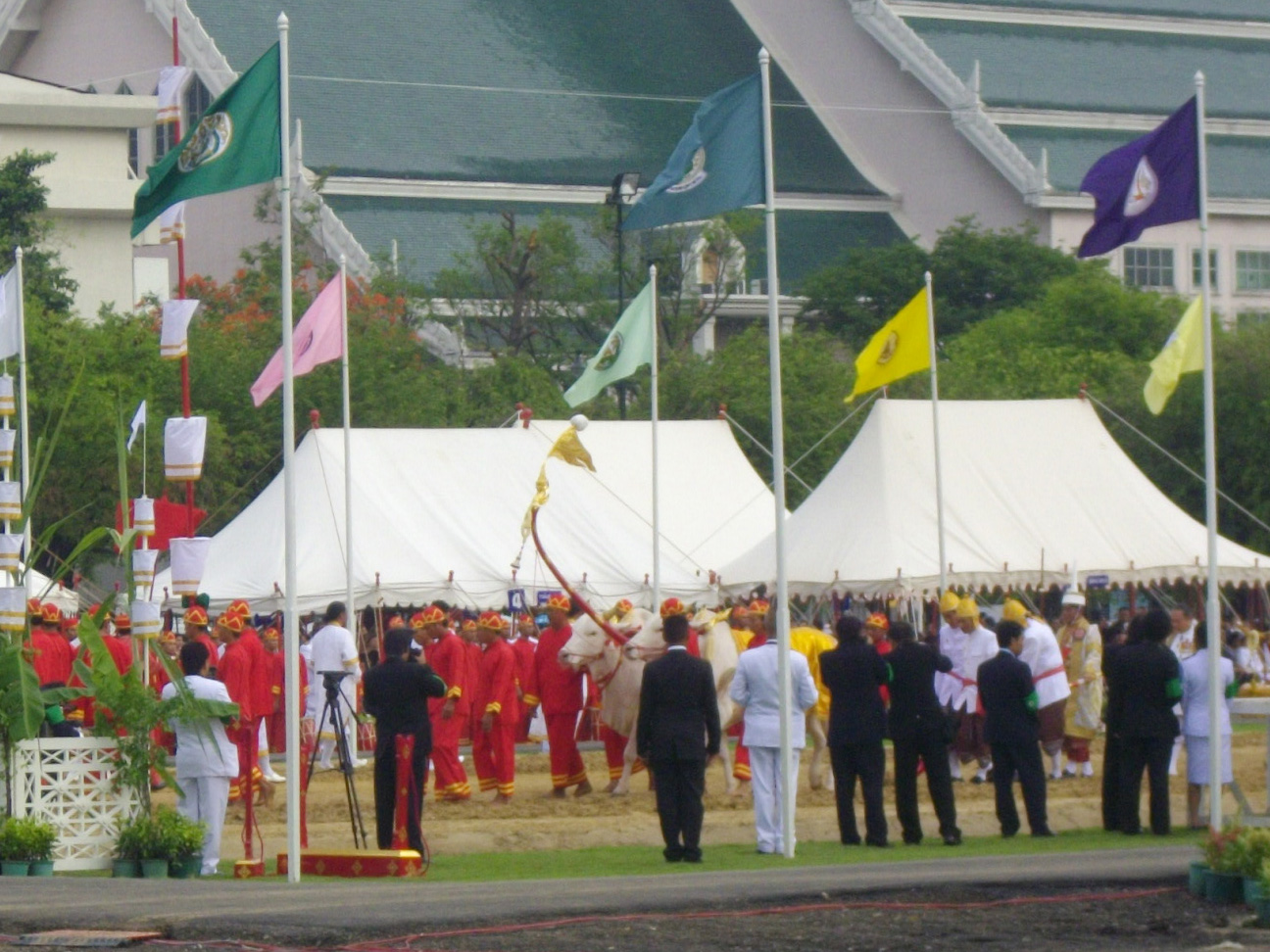
2009年泰国曼谷的春耕节

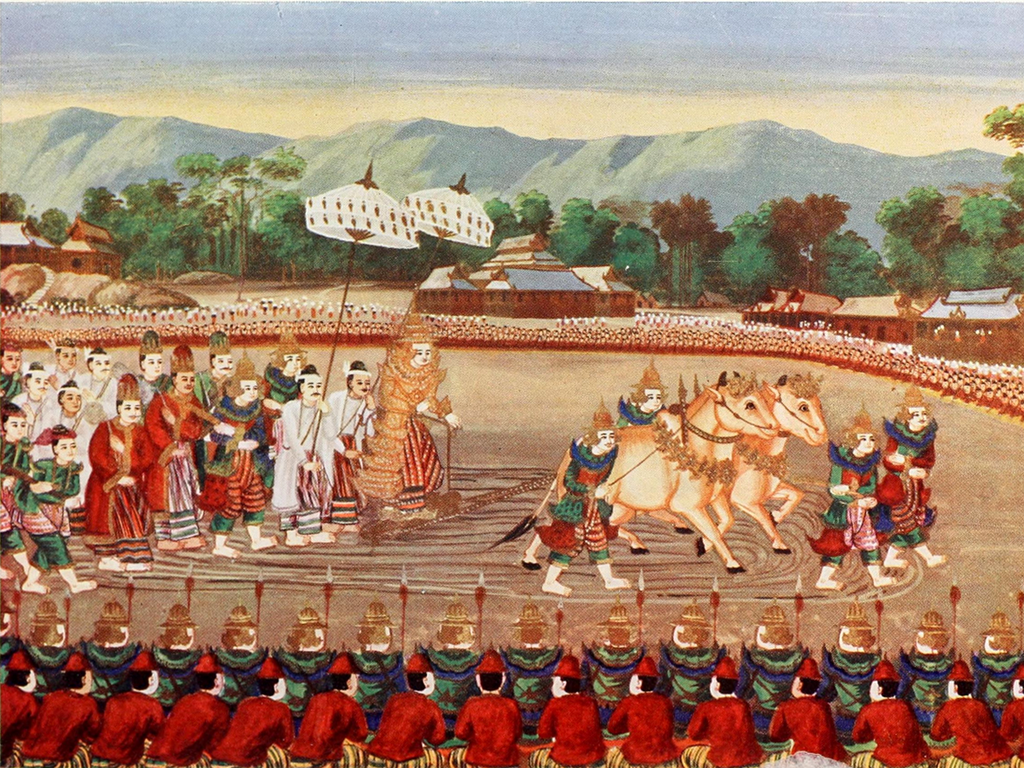
20世纪初期的缅甸绘画，描绘的是春耕节的情景

御耕节，泰国称，春耕节（皇家泰语转写通用系统：Wan Phuetcha Mongkhon），是柬埔寨和泰国的传统节日，同时也是宫廷大典之一，日期为佛历六月（公历5月）。
每年公曆5月是柬埔寨和泰國一年一度的御耕节和春耕節，柬埔寨和泰國自古以來以發展農業為主，所以民眾視這一天為盛大節日，舉辦御耕节和春耕節儀式是為了祈求風調雨順，農民耕種的農作物獲得大豐收。從素可泰時期便開始有春耕節，直到公元1936年暫時停止舉辦儀式，1960年後又開始恢復直到現在。

## 活动内容
节日主要在曼谷大王宫外王家田广场举行，早上，由国王任命的春耕大臣戴白色尖顶礼帽，着白色长袍，由500名身着古典服装的仪典队伍簇拥至王家田广场，并由婆罗门祭司陪伴，向国王叩拜。之后再至佛陀和婆罗门诸天神像前梵香礼拜，祭司将法水酒在春耕大臣手中，春耕大臣再将水抹在额头。之后，春耕大臣手持犁柄，驱牛作耕地状，五名婆罗门吹螺在前，祭司与卫士在左右，四位装扮成神女的少女抬头盛满谷种的金竹箩和银竹箩也加入至队伍中，春耕大臣从箩中取出谷种撒播在田中，祭司则用法水洒在土地上。此仪式结束后，卸下牛套，让耕牛自己从准备好的稻谷、玉米、豆子、芝麻、酒、水和青草中挑选食物，耕牛先吃哪种则表示该农作物会大丰收或水源、草源茂盛。总的仪式结束后，民众们会争相拾捡撒在地上的“神圣”的谷物种子，带回家乡播种。
佛曆2560年（公元2017年）泰國於5月12日春耕節正式舉辦2場皇家儀式，第一場儀式是春耕節法會，誦經祈求農民大豐收。該場儀式於5月11日下午4時在玉佛寺舉行，第十世王瑪哈·哇集拉隆功殿下駕臨玉佛寺，御賜灑聖水、點法粉，並御賜指環和刺棍，以在春耕節皇家典禮上用來趕耕牛。第二場儀式是春耕節皇家典禮儀式，於12日早上8時19分至59分在皇家田廣場進行。每年春耕節皇家典禮結束卸下牛套後，讓耕牛從準備好的稻穀、玉米、豆子、水和青草等挑選食物，耕牛先吃哪種則表示該農作物會大豐收或水源、草源豐富。而參加儀式的民眾還會爭相拾撿撒在地上的穀物種子，帶回家鄉播種。